# Liste der Biografien/Peb
Liste der Biografien |
Portal Biografien |
Personensuche
# |
A |
B |
C |
D |
E |
F |
G |
H |
I |
J |
K |
L |
M |
N |
O |
P |
Q |
R |
S |
T |
U |
V |
W |
X |
Y |
Z |
?
 
Pa |
Pc |
Pe |
Pf |
Ph |
Pi |
Pj |
Pk |
Pl |
Pm |
Pn |
Po |
Pr |
Ps |
Pt |
Pu |
Pv |
Pw |
Py
 
Pea |
Peb |
Pec |
Ped |
Pee |
Pef |
Peg |
Peh |
Pei |
Pej |
Pek |
Pel |
Pem |
Pen |
Peo |
Pep |
Peq |
Per |
Pes |
Pet |
Peu |
Pev |
Pew |
Pex |
Pey |
Pez
Die Liste der Biografien führt alle Personen auf, die in der deutschsprachigen Wikipedia einen Artikel haben. Dieses ist eine Teilliste mit 6 Einträgen von Personen, deren Namen mit den Buchstaben „Peb“ beginnt.

## Peb

### Peba
- Pebal, Leopold von (1826–1887), österreichischer Chemiker
- Peball, Kurt (1928–2009), österreichischer Archivar, Generaldirektor des Österreichischen Staatsarchivs

### Pebb
- Pebbles (* 1964), US-amerikanische Sängerin

### Pebd
- Pebdani, Artemis (* 1977), US-amerikanische Schauspielerin

### Pebe
- Pébereau, Michel (* 1942), französischer Bankier, Vorsitzender der BNP Paribas

### Pebl
- Peblis, Georg Hans von (1577–1650), Pfälzer Obrist und Diplomat im Dreißigjährigen Krieg